# 孫悟飯 (孫悟空の育ての親)
孫悟飯（そん ごはん）は、鳥山明の漫画『ドラゴンボール』およびそれを原作としたアニメに登場する架空の人物。
同姓同名の人物が2人登場し、それぞれ孫悟空の育ての親、および悟空の長男という位置づけである。
本項では前者について記述する。

## 人物像
悟空に「じいちゃん」と呼ばれ慕われた育ての親で、彼にカンフーの基礎を叩き込んだ人物。エイジ658年生まれ。占いババの宮殿で悟空と再会した際の年齢は、生きていれば102歳。身長160cm、体重51kg。趣味は散歩。嫌いなものはこれといってない。
ヤムチャの弁によれば、「武術においてその右に出るものはいない」とまで言われた達人で、ウーロンもその名前を聞いたことがあり彼のことを「有名人」と発言しているなど、武道界のみならず世間一般にまでその名は知られているほどだった。死後、占いババにスカウトされた際にも、戦士中最強の実力者として5人目を務めた。また、悟空に素手による格闘術のみならず、如意棒による棒術なども教えた。試合前の一礼をするなど礼儀正しく、礼をしなかった悟空にも注意している。悟空の弁によれば、「女には優しくしろ」とも説いていた。ただし、山での生活に必須ではない一般常識は教えなかったため、悟空はブルマに出会うまでは非常に世間知らずであった。
若かりし頃は亀仙人の一番弟子で、牛魔王は弟弟子にあたる。また、悟空も自身の没後に亀仙人の弟子となったため、悟空から見ると育ての親で兄弟子でもあり、直接亀仙人の兄弟弟子として関わった牛魔王も悟空が娘のチチと結婚して悟空の義父となったために、双方に悟空との血縁関係は無いが親戚関係となった。亀仙人が悟空たちに課した牛乳配達などの修行をしている姿を見て、彼ら二人に修行をさせていた頃を懐かしむ場面がある。悟空と対戦した牛魔王は、彼が兄弟子である悟飯に育てられたことや師の亀仙人のことを知っていると聞いた途端に「悟飯さんの孫なら、自分の娘チチを嫁にやってもいい」と発言するなど、彼とは非常に親しい関係だったようである。
悟空と孫悟飯は80歳近い年齢差（#略歴参照）があり、彼を知る人物は二人の間柄を「親子」ではなく「祖父と孫」と捉え、牛魔王は先述の通り「悟飯さんの孫」と発言している。また、ウーロンも孫悟飯のことを「アイツ（悟空）のじいさん」、亀仙人も「悟空の祖父」と、アニメでは悟飯本人も悟空のことを「ワシの孫」と発言している。
亀仙人のように女性好きな面もあるが、師と違いデリカシーのない言動や行動は取らない。亀仙人とも戦ったことがあるが、亀仙人の技「萬國驚天掌」に耐え切れず敗れた（亀仙人が「萬國驚天掌」を使用したのは、他には孫悟空だけである）。しかし、その武術における天賦の才は亀仙人も高く評価しており、悟空から悟飯が死んだことを聞いたときに「惜しい男を亡くした」と言わしめた。
ある満月の夜、小便のため外へ出た悟空が月を見て大猿化した際に踏み殺されてしまう。悟飯の死後、悟空は悟飯が昔拾ってきた四星球のドラゴンボールを形見としている。生前、悟空に満月を見ないように諭していたことから、以前に大猿化した悟空を見ているようである。悟飯を殺した者が自分であるという事実に悟空が気付いたのはサイヤ人、ベジータとの戦いにおいてである。
人格者であり、自らを踏み殺した悟空に対しても、ただただ可愛がり彼の身を心配しており、再会時にもそのことには決して触れることはなく、恨み言も一切言わなかった（ただ、さらなる大猿化への懸念はあったため、亀仙人に密かに確認を取ってはいた）。
鳥山明は「悟空はどうして神龍に孫悟飯を生き返らせてもらおうと考えなかったのですか?」という質問に、「おじいちゃんに会えたからいいんじゃないかなあ」と答えている。
悟空はチチとの間に授かった男児に、自分の育ての親である悟飯の名を与えている。この男児が悟空の長男・孫悟飯であり、悟空は「じっちゃんの形見だから」と、四星球を息子の帽子に付けていた。

## ストーリーへの関わり
ストーリー開始時点で故人であり、四星球も当初から彼の形見として設定されている。それゆえ悟空はドラゴンボール集めに際しても四星球だけは別にして持っており、そのことからドラゴンボールが奪われた際にも奪った相手を手こずらせる結果になった。
師の姉でもある占いババの力で一日だけこの世に戻り、狐の面で素性を隠して悟空と対決。悟空たちが最後のドラゴンボールのありかを訪ねに占いババの館に来ることを、彼女の占いで事前に知っていた。試合では一進一退の攻防を繰り広げて亀仙人たちを驚かせ、武道家として目覚しい成長を遂げた悟空の前に窮地に陥るが、育ての親だけあり悟空のシッポが弱点であることを知っていたため、それをつかんで形勢逆転に成功する。しかし途中でシッポが切れてしまい、弱点がなくなり悟空が反撃に転じようとしたところで負けを認め、仮面を取って再会を果たす。この時悟空は初めて人前で泣いており、ヤムチャやブルマもそれについて触れている。
「ピチピチしたコもいる」と発言しており、天国では、ぴちぴちギャルに囲まれて暮らしているが、我が子同然に育てていた悟空を残してこの世を去ったことが心残りだったらしく、その成長ぶりと彼がドラゴンボールをめぐる冒険を通じてたくさんの友人に囲まれていることを知り、安心してあの世へ帰って行った。
サイヤ人編では悟空の回想シーンで登場。悟空は大猿化したベジータとの戦いで、大猿化がサイヤ人の特性の一つであることを知り、即座に昔を思い出し、悟飯を殺したのは自分であることに気付き、「また死んだら謝りに行く」と発言している。
アニメ『ドラゴンボール』の終盤エピソード・ウェディング編では、あの世のフリーターとして、あの世とつながる五行山でアルバイトをしており、死後の魂をあの世に運ぶ八卦炉の炎を管理する太上老君ことアンニンの守衛を勤めている。アンニンからはちゃん付けで呼ばれるなど、かなり気に入られている。また、そこでフライパン山の火災原因を突き止めに来た結婚直後の悟空・チチ夫妻とも会い、感慨深い表情を見せていた。
悟空の実父・バーダックを主人公としたテレビスペシャル『ドラゴンボールZ たったひとりの最終決戦〜フリーザに挑んだZ戦士 孫悟空の父〜』では、ラストシーンにのみ登場。

## 略歴
エイジ658 - 生誕。
エイジ737頃 - 79歳。人里離れた山中に住み、山の中で拾った悟空を育てるとともに、武術の基礎を教えた。後に、大猿と化した悟空に踏み潰されて死んでしまう。
エイジ750 - 悟空が出現することを予見した占いババの考慮もあり、この世に戻り、狐の仮面を被って悟空と戦う。戦いが終わった後に正体を明かして再会し、あの世に帰っていった。自分の父だけが生き返ることに気を遣うウパに対しては、「あの世も気に入っている」と発言していた。

## 孫家の家系図
| バーダック | バーダック | バーダック | バーダック | バーダック | バーダック |            |            | ギネ       | ギネ       | ギネ | ギネ | ギネ | ギネ |  |  | 孫悟飯 （育ての親）   | 孫悟飯 （育ての親）   | 孫悟飯 （育ての親）   | 孫悟飯 （育ての親）   | 孫悟飯 （育ての親）   | 孫悟飯 （育ての親）   |  |  | 牛魔王 | 牛魔王 | 牛魔王 | 牛魔王 | 牛魔王 | 牛魔王 |  |  | ミスター・サタン | ミスター・サタン | ミスター・サタン | ミスター・サタン | ミスター・サタン | ミスター・サタン |          |          | ミゲル   | ミゲル   | ミゲル | ミゲル | ミゲル | ミゲル |  |  |  |  |
| バーダック | バーダック | バーダック | バーダック | バーダック | バーダック |            |            | ギネ       | ギネ       | ギネ | ギネ | ギネ | ギネ |  |  | 孫悟飯 （育ての親）   | 孫悟飯 （育ての親）   | 孫悟飯 （育ての親）   | 孫悟飯 （育ての親）   | 孫悟飯 （育ての親）   | 孫悟飯 （育ての親）   |  |  | 牛魔王 | 牛魔王 | 牛魔王 | 牛魔王 | 牛魔王 | 牛魔王 |  |  | ミスター・サタン | ミスター・サタン | ミスター・サタン | ミスター・サタン | ミスター・サタン | ミスター・サタン |          |          | ミゲル   | ミゲル   | ミゲル | ミゲル | ミゲル | ミゲル |  |  |  |  |
|            |            |            |            |            |            |            |            |            |            |      |      |      |      |  |  |                       |                       |                       |                       |                       |                       |  |  |        |        |        |        |        |        |  |  |                  |                  |                  |                  |                  |                  |          |          |          |          |        |        |        |        |  |  |  |  |
|            |            |            |            |            |            |            |            |            |            |      |      |      |      |  |  |                       |                       |                       |                       |                       |                       |  |  |        |        |        |        |        |        |  |  |                  |                  |                  |                  |                  |                  |          |          |          |          |        |        |        |        |  |  |  |  |
|            |            |            |            | ラディッツ | ラディッツ | ラディッツ | ラディッツ | ラディッツ | ラディッツ |      |      |      |      |  |  | 孫悟空 （カカロット） | 孫悟空 （カカロット） | 孫悟空 （カカロット） | 孫悟空 （カカロット） | 孫悟空 （カカロット） | 孫悟空 （カカロット） |  |  | チチ   | チチ   | チチ   | チチ   | チチ   | チチ   |  |  |                  |                  |                  |                  |                  |                  |          |          |          |          |        |        |        |        |  |  |  |  |
|            |            |            |            | ラディッツ | ラディッツ | ラディッツ | ラディッツ | ラディッツ | ラディッツ |      |      |      |      |  |  | 孫悟空 （カカロット） | 孫悟空 （カカロット） | 孫悟空 （カカロット） | 孫悟空 （カカロット） | 孫悟空 （カカロット） | 孫悟空 （カカロット） |  |  | チチ   | チチ   | チチ   | チチ   | チチ   | チチ   |  |  |                  |                  |                  |                  |                  |                  |          |          |          |          |        |        |        |        |  |  |  |  |
|            |            |            |            |            |            |            |            |            |            |      |      |      |      |  |  |                       |                       |                       |                       |                       |                       |  |  |        |        |        |        |        |        |  |  |                  |                  |                  |                  |                  |                  |          |          |          |          |        |        |        |        |  |  |  |  |
|            |            |            |            |            |            |            |            |            |            |      |      |      |      |  |  | 孫悟飯                | 孫悟飯                | 孫悟飯                | 孫悟飯                | 孫悟飯                | 孫悟飯                |  |  | 孫悟天 | 孫悟天 | 孫悟天 | 孫悟天 | 孫悟天 | 孫悟天 |  |  |                  |                  |                  |                  | ビーデル         | ビーデル         | ビーデル | ビーデル | ビーデル | ビーデル |        |        |        |        |  |  |  |  |
|            |            |            |            |            |            |            |            |            |            |      |      |      |      |  |  | 孫悟飯                | 孫悟飯                | 孫悟飯                | 孫悟飯                | 孫悟飯                | 孫悟飯                |  |  | 孫悟天 | 孫悟天 | 孫悟天 | 孫悟天 | 孫悟天 | 孫悟天 |  |  |                  |                  |                  |                  | ビーデル         | ビーデル         | ビーデル | ビーデル | ビーデル | ビーデル |        |        |        |        |  |  |  |  |
|            |            |            |            |            |            |            |            |            |            |      |      |      |      |  |  |                       |                       |                       |                       |                       |                       |  |  |        |        |        |        |        |        |  |  |                  |                  |                  |                  |                  |                  |          |          |          |          |        |        |        |        |  |  |  |  |
|            |            |            |            |            |            |            |            |            |            |      |      |      |      |  |  |                       |                       |                       |                       |                       |                       |  |  |        |        |        |        |        |        |  |  |                  |                  |                  |                  |                  |                  |          |          |          |          |        |        |        |        |  |  |  |  |
|            |            |            |            |            |            |            |            |            |            |      |      |      |      |  |  |                       |                       |                       |                       | パン                  |                       |  |  |        |        |        |        |        |        |  |  |                  |                  |                  |                  |                  |                  |          |          |          |          |        |        |        |        |  |  |  |  |
|            |            |            |            |            |            |            |            |            |            |      |      |      |      |  |  |                       |                       |                       |                       |                       |                       |  |  |        |        |        |        |        |        |  |  |                  |                  |                  |                  |                  |                  |          |          |          |          |        |        |        |        |  |  |  |  |
|            |            |            |            |            |            |            |            |            |            |      |      |      |      |  |  |                       |                       |                       |                       | 3代不明               |                       |  |  |        |        |        |        |        |        |  |  |                  |                  |                  |                  |                  |                  |          |          |          |          |        |        |        |        |  |  |  |  |
|            |            |            |            |            |            |            |            |            |            |      |      |      |      |  |  |                       |                       |                       |                       |                       |                       |  |  |        |        |        |        |        |        |  |  |                  |                  |                  |                  |                  |                  |          |          |          |          |        |        |        |        |  |  |  |  |
|            |            |            |            |            |            |            |            |            |            |      |      |      |      |  |  |                       |                       |                       |                       | 孫悟空Jr.             |                       |  |  |        |        |        |        |        |        |  |  |                  |                  |                  |                  |                  |                  |          |          |          |          |        |        |        |        |  |  |  |  |

## 孫悟飯の技
かめはめ波
亀仙流の代名詞である技。悟空との戦いで使用。「武天老師さまほどではないが」と前置きしながらも、自身の得意技としてあげている。
ジャン拳（ジャンけん）
グーでパンチ、チョキで目潰し、パーで平手打ちの連続攻撃をくらわせる技。作中で使用するシーンはないが、伝授されて得意技としていた悟空が「じいちゃんだけの技」と言っている。
酔拳（すいけん）
酔ったような動きで相手に攻撃を与える技。これも本人が使用する場面は無いが、第21回天下一武道会でジャッキー･チュンに変装した亀仙人が使っているのを見て悟空が「じいちゃんが得意だった」というシーンがある。

## ゲームでの登場
『ドラゴンボールZ』以降のゲーム作品では悟空の息子の方の悟飯と区別するために「孫悟飯じいちゃん」や「孫悟飯（じいちゃん）」、「孫悟飯（じっちゃん）」表記になることが多い。
ファミリーコンピュータゲーム『ドラゴンボール 大魔王復活』にて仲間カードとして登場。『ドラゴンボール3 悟空伝』ではボスキャラクターの1人として登場。同作では神経衰弱のガイド役としても登場する。RPG『ドラゴンボールZ 強襲!サイヤ人』『ドラゴンボールZII 激神フリーザ!!』などではお助けカードとして登場。敵の動きを止めることができる。また『強襲!サイヤ人』では道中のイベントで悟空を応援する場面がある。
PlayStation 2ゲーム『ドラゴンボールZ Sparking! NEO』では隠しキャラクターとして登場。『ドラゴンボールZ Sparking! METEOR』では最初から使用可能。
『ドラゴンボールZ ドッカンバトル』では2020年ハロウィンキャンペーン時のイベントで未来から来た悟空の孫娘のパンと共に大猿となった悟空を止めるオリジナルストーリーが展開される。